# Крониг, Ральф
Ральф Крониг (нидерл. Ralph Kronig; 10 марта 1904, Дрезден — 16 ноября 1995) — нидерландский физик-теоретик, член Нидерландской АН.
Родился в Дрездене. Окончил Колумбийский университет. В 1931—1939 — лектор Гронингенского университета, в 1939—1969 — профессор и в 1959—1962 — ректор Высшей технической школы в Делфте.
Работы относятся к спектроскопии, теории молекулярных структур, теории валентности, квантовой механике, ядерной физике, физике твердого тела. Независимо от Сэмюэла Гаудсмита и Джорджа Уленбека пришел (начало 1925) к понятию спина электрона. В 1926 независимо от X. Крамерса получил дисперсионные отношения в области классической электродинамики (соотношения Крамерса — Кронига). Дал качественную картину поведения электронов в кристалле, состоящую из последовательности одинаковых потенциальных барьеров и прямоугольных потенциальных ям (модель Кронига — Пенни). В 1939 независимо от Дж. Ван Флека предложил механизм спин-решеточной релаксации (механизм Кронига — Ван Флека).
Получил Медаль Макса Планка в 1962.